# (73302) 2002 JM70
(73302) 2002 JM70 – planetoida z pasa głównego asteroid okrążająca Słońce w ciągu 5,52 lat w średniej odległości 3,12 j.a. Odkryta 7 maja 2002 roku.